# Tom Adams
Tom T.H. Adams (nacido en 1972) es un ejecutivo estadounidense nacido en Suecia que trabaja en la industria tecnológica.

## Biografía
Adams se crio entre Suecia y Francia antes de mudarse a Inglaterra con sus padres a los 10 años. Aprendió francés e inglés a través de programas de inmersión lingüística, lo cual inspiró una pasión temprana por el aprendizaje de lenguas y la comunicación intercultural. Obtuvo un B.A. con honores de la Universidad de Bristol, Reino Unido y un M.B.A. del INSEAD en Fontainebleau, Francia.

## Carrera
Al graduarse de la universidad, Adams trabajo en Trafigura como un trader de commodities especializado en cobre, lo que llevó a vivir en Mongolia por 6 años y viajar regularmente a las Filipinas, la República Democrática del Congo, Eslovaquia y China, donde también vivió.  Eventualmente, se instaló en Harrisonburg, Virginia en 2003. En febrero del 2003, después de obtener su MBA, se convirtió en director ejecutivo de Rosetta Stone (entonces Fairfield & Sons Ltd.). La empresa empezó a cotizar en bolsa en el 2009. En el 2013, Adams dejó su puesto para unirse al fondo de cobertura Bridgewater Associates.
Adams recibió el premio Ernst & Young Entrepreneur en 2009. Además, fue el presidente y fundador de Workaround, una incubadora de tecnología basada en Washington D. C.; cofundador y presidente de Pedago, una compañía de tecnología educativa; fundador y presidente del tablero de Bizy, una compañía de tecnología aplicada a la administración empresarial.